# 東文章・こま代
東文章・こま代（あずまぶんしょう・こまよ）は、戦後に活躍した夫婦漫才コンビ。都家文雄・静代門下。1955年結成。
映画の内容や役者に槍玉し難癖付ける「ぼやき漫才」で同じ歌謡曲にぼやいた人生幸朗・生恵幸子ほど人気を得られなかったが、昭和30年代から40年代にかけて千日劇場を中心に活動。人生幸朗・生恵幸子の押しのぼやきに対してぼそっと放つ嘆きに近いぼやきで味のある芸であった。主に映画のぼやきを中心に行った。

## メンバー
- 東文章（1905年 - 1980年代）立ち位置は向かって左。

本名:大島実。1931年新世界で初舞台。当時の芸名は都家文昭。
元は「東文章・藤野団楽」。それ以前にも柳柳笑 ら何度かコンビを組んでいる。こま代が病気で出られないときに何度かかしまし娘の正司歌江と組んだこともあった。
1966年には2、3ヶ月ほど華悦子 とコンビを組んだ。
1980年代は病気で静養していた。その後暫くして没した。
おかっぱに丸メガネにスーツに蝶ネクタイ姿。（年取ってからは髪の毛が薄くなりおかっぱをやめていた）
- 東こま代（1910年 - 1977年）立ち位置は向かって右。

本名:大島ハナ。千葉県の生まれ、元民謡歌手で水野春海レビュー団に属し、1952年広島で初舞台。レビュー団解散後、京都富貴で前座修行。そこで見た文雄・静代の芸に感銘し弟子入り。萩乃こま代を名乗ったこともあった。
着物姿。

## 藤野団楽
戦後1947年に漫才の松鶴家団之助に入門し、東文章と東文章・藤野団楽（漫才の台本には文章と段落が大事の洒落）を名乗る。東文章が病弱でコンビ解消。1953年に腹話術に転進し、斎田憲志の名で活動。

### 人物
野太い独特の声が特徴、腹話術をやっていた頃、可愛い腹話術の人形にこの声でのギャップが特徴的だった。桂雀々は可愛いベイビーの替え歌で『可愛い米紫、ハイ!ハイ!』（ハイハイの部分は物まねが入る）と言ってネタにしていた。